# Sphecozone longipes
Sphecozone longipes là một loài nhện trong họ Linyphiidae.
Loài này thuộc chi Sphecozone. Sphecozone longipes được Embrik Strand miêu tả năm 1908.